# Аргентина на летних Олимпийских играх 2016
Аргентина на летних Олимпийских играх 2016 года была представлена 213 спортсменами в 25 видах спорта. 27 апреля 2016 года было объявлено, что знаменосцем сборной Аргентины на церемонии открытия Игр будет Луис Скола, ставший вторым баскетболистом в истории страны (после Эмануэля Джинобили в 2008 году), кому было доверено такое право. На церемонии закрытия флаг несла чемпионка Игр в категории до 48 кг дзюдоистка Паула Парето, ставшая первой в истории страны женщиной, завоевавшей олимпийское золото. По итогам соревнований на счету аргентинских спортсменов было 3 золотых и 1 серебряная медаль, что позволило сборной Аргентины занять 27-е место в неофициальном медальном зачёте.

## Медали
| Золото  | |                                    |            |
| №       | Спортсмены | Вид спорта (дисциплина)            | Дата       |
| 1       | Паула Парето | Дзюдо (до 48 кг, женщины)          | 6 августа  |
| 2       | Сантьяго Ланхе Сессилия Карранса Сароли | Парусный спорт (Накра 17)          | 16 августа |
| 3       | Мужская сборная по хоккею на траве Мануэль Брюне Хуан Мануэль Вивальди Лукас Вила Хуан Игнасио Хиларди Исидоро Ибарра Педро Ибарра Факундо Кальиони Хуан Мартин Лопес Лука Массо Агустин Маццилли Хоакин Менини Игнасио Ортис Матиас Паредес Гонсало Пейльят Лукас Рей Матиас Рей Лукас Росси Хуан Мануэль Саладино | Хоккей на траве (мужчины)          | 18 августа |
| Серебро | |                                    |            |
| №       | Спортсмены | Вид спорта (дисциплина)            | Дата       |
| 1       | Хуан Мартин дель Потро | Теннис (одиночный разряд, мужчины) | 14 августа |

## Состав сборной
Академическая гребля
1. Бриан Россо
2. Лусия Палермо

 Баскетбол
1. Роберто Акунья
2. Николас Бруссино
3. Патрисио Гарино
4. Габриель Декк
5. Маркос Делиа
6. Карлос Дельфино
7. Ману Джинобили
8. Факундо Кампаццо
9. Николас Лапровиттола
10. Лео Маинолди
11. Андрес Носино
12. Луис Скола

 Бокс
1. Леандро Бланк
2. Фернандо Мартинес
3. Альберто Мелиан
4. Альберто Пальметта
5. Ямиль Перальта
6. Игнасио Перрин

 Борьба
Вольная борьба
1. Патрисия Бермудес

 Шоссейный велоспорт
1. Даниэль Диас
2. Максимилиано Ричесе
3. Эдуардо Сепульведа

 Маунтинбайк
1. Катриэль Сото

 BMX
1. Гонсало Молина
2. Габриэла Диас

 Волейбол
1. Николас Бруно
2. Алексис Гонсалес
3. Демиан Гонсалес
4. Хосе Луис Гонсалес
5. Лучано Де Чекко
6. Факундо Конте
7. Пабло Крер
8. Бруно Лима
9. Эсекьель Паласиос
10. Кристиан Поглаен
11. Мартин Рамос
12. Себастьян Соле
13. Таня Акоста
14. Летисия Боскаччи
15. Флоренсия Бускетс
16. Яэль Кастильоне
17. Хульета Ласкано
18. Ямила Низетич
19. Татьяна Риссо
20. Клариса Сагардия
21. Эмильсе Соса
22. Хосефина Фернандес
23. Морена Франчи
24. Лусия Фреско

 Гандбол
1. Пабло Вайнштейн
2. Агустин Видаль
3. Федерико Матиас Виейра
4. Федерико Габриэль Гарсия
5. Гонсало Кароу
6. Леонардо Факундо Керин
7. Федерико Писарро
8. Адриан Портела
9. Пабло Себастьян Портела
10. Пабло Симоне
11. Себастиан Симоне
12. Хуан Пабло Фернандес
13. Федерико Фернандес
14. Матиас Шульц
15. Амелия Белотти
16. Валерия Бьянки
17. Макарена Гандульфо
18. Росио Камприльи
19. Марисоль Каррату
20. Эльке Карстен
21. Валентина Коган
22. Виктория Кривелли
23. Антонела Мена
24. Лусиана Мендоса
25. Мануэла Пиццо
26. Лусиана Сальвадо
27. Макарена Санс
28. Лусия Харо
29. Ксоана Якои

 Гольф
1. Фабиан Гомес
2. Эмилиано Грильо

Гребля на байдарках и каноэ
 Гребля на гладкой воде
1. Рубен Войсард
2. Даниэль Даль Бо
3. Гонсало Каррерас
4. Хуан Игнасио Касерес
5. Пабло де Торрес
6. Сабрина Амехино
7. Мария Магдалена Гарро
8. Александра Керестеши
9. Бренда Рохас

 Гребной слалом
1. Себастьян Росси

 Дзюдо
1. Эммануэль Лусенти
2. Паула Парето

 Конный спорт
1. Матиас Альбарьясин
2. Рамиро Кинтана
3. Хосе Мария Ларокка
4. Бруно Пассаро

 Лёгкая атлетика
1. Федерико Бруно
2. Хуан Мануэль Кано
3. Херман Кьяравильо
4. Херман Лауро
5. Мариано Мастромарино
6. Луис Молина
7. Брайан Толедо
8. Роса Годой
9. Дженнифер Дальгрен
10. Белен Касетта
11. Росио Комба
12. Мария Перальта
13. Вивьяна Чавес

 Парусный спорт
1. Хулио Алсогарай
2. Лукас Калабрезе
3. Клаус Ланхе
4. Сантьяго Ланхе
5. Яго Ланхе
6. Баутиста Саубидет
7. Факундо Олесса
8. Хуан де ла Фуэнте
9. Мария Соль Бранц
10. Сессилия Карранса Сароли
11. Мария Селия Техерина
12. Виктория Траваскио
13. Лусия Фаласка

 Плавание
1. Федерико Грабич
2. Сантьяго Грасси
3. Мартин Найдич
4. Вирхиния Бардач
5. Хулия Себастиян

 Пляжный волейбол
1. Ана Гальяй
2. Джорджина Клуг

 Регби-7
1. Сантьяго Альварес
2. Николас Бруццоне
3. Хуан Имхофф
4. Фернандо Луна
5. Матиас Морони
6. Аксель Мюллер
7. Гастон Револь
8. Хавьер Рохас
9. Франко Сабато
10. Херман Шульц
11. Баутиста Эскурра
12. Хуан Пабло Эстельес
13. Родриго Этчарт

 Синхронное плавание
1. София Санчес
2. Этель Санчес

 Современное пятиборье
1. Эмануэль Сапата
2. Ирина Хохлова

 Спортивная гимнастика
1. Николас Корбода
2. Айлин Валенте

 Стрельба
1. Фернандо Борелло
2. Федерико Хиль
3. Фернанда Руссо
4. Амелия Фурнель
5. Мелиса Хиль

 Теннис
1. Максимо Гонсалес
2. Хуан Мартин дель Потро
3. Федерико Дельбонис
4. Гильермо Дуран
5. Хуан Монако
6. Гидо Пелья

 Триатлон
1. Лучано Такконе
2. Гонсало Рауль Тельеча

 Тяжёлая атлетика
1. Хоана Паласиос

 Фехтование
1. Мария Белен Перес

 Футбол
1. Квота 1
2. Квота 2
3. Квота 3
4. Квота 4
5. Квота 5
6. Квота 6
7. Квота 7
8. Квота 8
9. Квота 9
10. Квота 10
11. Квота 11
12. Квота 12
13. Квота 13
14. Квота 14
15. Квота 15
16. Квота 16
17. Квота 17
18. Квота 18

 Хоккей на траве
1. Квота 1
2. Квота 2
3. Квота 3
4. Квота 4
5. Квота 5
6. Квота 6
7. Квота 7
8. Квота 8
9. Квота 9
10. Квота 10
11. Квота 11
12. Квота 12
13. Квота 13
14. Квота 14
15. Квота 15
16. Квота 16
17. Квота 17
18. Квота 18
19. Квота 19
20. Квота 20
21. Квота 21
22. Квота 22
23. Квота 23
24. Квота 24
25. Квота 25
26. Квота 26
27. Квота 27
28. Квота 28
29. Квота 29
30. Квота 30
31. Квота 31
32. Квота 32

## Результаты соревнований

### Академическая гребля
В следующий раунд из каждого заезда проходят несколько лучших экипажей (в зависимости от дисциплины). В отборочный заезд попадают спортсмены, выбывшие в предварительном раунде. В финал A выходят 6 сильнейших экипажей, остальные разыгрывают места в утешительных финалах B-F.
Мужчины
| Соревнование | Спортсмены  | Предварительный заезд | Предварительный заезд | Предварительный заезд | Отборочный заезд | Отборочный заезд | Отборочный заезд | Четвертьфинал | Четвертьфинал | Четвертьфинал | Полуфинал     | Полуфинал     | Полуфинал     | Финал   | Финал   | Итоговое место |
| Соревнование | Спортсмены  | Заезд                 | Время                 | Место                 | Заезд            | Время            | Место            | Заезд         | Время         | Место         | Заезд         | Время         | Место         | Время   | Место   | Итоговое место |
| ------------ | ----------- | --------------------- | --------------------- | --------------------- | ---------------- | ---------------- | ---------------- | ------------- | ------------- | ------------- | ------------- | ------------- | ------------- | ------- | ------- | -------------- |
| одиночки     | Бриан Россо | 3                     | 7:22,69               | 3 Q                   | не участвовал    | не участвовал    | не участвовал    | 2             | 7:03,23       | 4             | Полуфинал C/D | Полуфинал C/D | Полуфинал C/D | Финал C | Финал C | 15             |
| одиночки     | Бриан Россо | 3                     | 7:22,69               | 3 Q                   | не участвовал    | не участвовал    | не участвовал    | 2             | 7:03,23       | 4             | 1             | 7:24,65       | 2 QC          | 6:58,58 | 3       | 15             |

Женщины
| Соревнование | Спортсмены    | Предварительный заезд | Предварительный заезд | Предварительный заезд | Отборочный заезд | Отборочный заезд | Отборочный заезд | Четвертьфинал | Четвертьфинал | Четвертьфинал | Полуфинал     | Полуфинал     | Полуфинал     | Финал | Финал | Итоговое место |
| Соревнование | Спортсмены    | Заезд                 | Время                 | Место                 | Заезд            | Время            | Место            | Заезд         | Время         | Место         | Заезд         | Время         | Место         | Время | Место | Итоговое место |
| ------------ | ------------- | --------------------- | --------------------- | --------------------- | ---------------- | ---------------- | ---------------- | ------------- | ------------- | ------------- | ------------- | ------------- | ------------- | ----- | ----- | -------------- |
| одиночки     | Лусия Палермо | 2                     | 8:47,01               | 5                     | 2                | 8:00,59          | 2 Q              | 4             | 7:56,61       | 6             | Полуфинал C/D | Полуфинал C/D | Полуфинал C/D | Финал | Финал |                |
| одиночки     | Лусия Палермо | 2                     | 8:47,01               | 5                     | 2                | 8:00,59          | 2 Q              | 4             | 7:56,61       | 6             |               |               |               |       |       |                |

### Баскетбол

#### Мужчины
Мужская сборная Аргентины квалифицировалась на Игры, завоевав серебряные медали на чемпионате Америки 2015 года.
Состав
| Номер     | Позиция   | Имя       | Дата рождения | Рост, см  | Клуб      | Игры      | Очки      | Подборы   | Передачи  |
| Защитники | Защитники | Защитники | Защитники     | Защитники | Защитники | Защитники | Защитники | Защитники | Защитники |
| --------- | --------- | --------- | ------------- | --------- | --------- | --------- | --------- | --------- | --------- |
|           |           |           |               |           |           |           |           |           |           |
| Форварды  |           |           |               |           |           |           |           |           |           |
|           |           |           |               |           |           |           |           |           |           |
| Центровые |           |           |               |           |           |           |           |           |           |
|           |           |           |               |           |           |           |           |           |           |

| Имя             | Гражданство | Дата рождения |
| --------------- | ----------- | ------------- |
| Серхио Эрнандес | Аргентина   | 1 ноября 1963 |

Результаты
Групповой этап (Группа B)
| Место | Команда   | И | В | П | ОЗ  | ОП  | +/- | Очки |
| ----- | --------- | - | - | - | --- | --- | --- | ---- |
| 1     | Хорватия  | 5 | 3 | 2 | 400 | 407 | -7  | 8    |
| 2     | Испания   | 5 | 3 | 2 | 432 | 357 | +75 | 8    |
| 3     | Литва     | 5 | 3 | 2 | 392 | 428 | -36 | 8    |
| 4     | Аргентина | 5 | 3 | 2 | 441 | 428 | +13 | 8    |
| 5     | Бразилия  | 5 | 2 | 3 | 411 | 407 | +4  | 7    |
| 6     | Нигерия   | 5 | 1 | 4 | 392 | 441 | -49 | 6    |

| 7 августа 2016 22:30 UTC−3 | Протокол | Нигерия                    | 66:94    | Аргентина                | Кариока Арена, Рио-де-Жанейро Зрителей: 8425 Судьи: Илия Белошевич Дамир Явор Борис Рыжик |
| 7 августа 2016 22:30 UTC−3 | Протокол | 15:22, 16:28, 19:22, 16:22 |          |                          | Кариока Арена, Рио-де-Жанейро Зрителей: 8425 Судьи: Илия Белошевич Дамир Явор Борис Рыжик |
| 7 августа 2016 22:30 UTC−3 | Протокол | Диогу 15                   | Очки     | Кампаццо 19              | Кариока Арена, Рио-де-Жанейро Зрителей: 8425 Судьи: Илия Белошевич Дамир Явор Борис Рыжик |
| 7 августа 2016 22:30 UTC−3 | Протокол | Диогу 13                   | Подборы  | Скола 9                  | Кариока Арена, Рио-де-Жанейро Зрителей: 8425 Судьи: Илия Белошевич Дамир Явор Борис Рыжик |
| 7 августа 2016 22:30 UTC−3 | Протокол | Гбиниджье, Уме по 3        | Передачи | Джинобили, Кампаццо по 5 | Кариока Арена, Рио-де-Жанейро Зрителей: 8425 Судьи: Илия Белошевич Дамир Явор Борис Рыжик |

| 9 августа 2016 22:30 UTC−3 | Протокол | Аргентина                  | 90:82    | Хорватия | Кариока Арена, Рио-де-Жанейро Зрителей: 8514 Судьи: Христос Христодулу Стивен Андерсон Хосе Рейес |
| 9 августа 2016 22:30 UTC−3 | Протокол | 22:22, 24:18, 27:14, 17:28 |          |          | Кариока Арена, Рио-де-Жанейро Зрителей: 8514 Судьи: Христос Христодулу Стивен Андерсон Хосе Рейес |
| 9 августа 2016 22:30 UTC−3 | Протокол | Скола 23                   | Очки     | Шарич 19 | Кариока Арена, Рио-де-Жанейро Зрителей: 8514 Судьи: Христос Христодулу Стивен Андерсон Хосе Рейес |
| 9 августа 2016 22:30 UTC−3 | Протокол | Скола 9                    | Подборы  | Шарич 10 | Кариока Арена, Рио-де-Жанейро Зрителей: 8514 Судьи: Христос Христодулу Стивен Андерсон Хосе Рейес |
| 9 августа 2016 22:30 UTC−3 | Протокол | Кампаццо 8                 | Передачи | Шарич 7  | Кариока Арена, Рио-де-Жанейро Зрителей: 8514 Судьи: Христос Христодулу Стивен Андерсон Хосе Рейес |

| 11 августа 2016 22:30 UTC−3 | Протокол | Литва | ' | Аргентина | Кариока Арена, Рио-де-Жанейро |

| 13 августа 2016 14:15 UTC−3 | Протокол | Аргентина | ' | Бразилия | Кариока Арена, Рио-де-Жанейро |

| 15 августа 2016 19:00 UTC−3 | Протокол | Испания | ' | Аргентина | Кариока Арена, Рио-де-Жанейро |

### Бокс
Квоты, завоёванные спортсменами являются именными. Если от одной страны путёвки на Игры завоюют два и более спортсмена, то право выбора боксёра предоставляется национальному Олимпийскому комитету. Соревнования по боксу проходят по системе плей-офф. Для победы в олимпийском турнире боксёру необходимо одержать либо четыре, либо пять побед в зависимости от жеребьёвки соревнований. Оба спортсмена, проигравшие в полуфинальных поединках, становятся обладателями бронзовых наград.
Мужчины
| Категория | Спортсмены         | Первый раунд          | Второй раунд         | Четвертьфинал         | Полуфинал            | Финал                | Место                |
| Категория | Спортсмены         | Соперник Результат    | Соперник Результат   | Соперник Результат    | Соперник Результат   | Соперник Результат   | Место                |
| --------- | ------------------ | --------------------- | -------------------- | --------------------- | -------------------- | -------------------- | -------------------- |
| до 49 кг  | Леандро Бланк      | MEXХ. Веласкес П 0:3  | завершил выступление | завершил выступление  | завершил выступление | завершил выступление | завершил выступление |
| до 52 кг  | Фернандо Мартинес  |                       |                      |                       |                      |                      |                      |
| до 56 кг  | Альберто Мелиан    |                       |                      |                       |                      |                      |                      |
| до 60 кг  | Игнасио Перрин     | THAА. Руенроенг П 0:3 | завершил выступление | завершил выступление  | завершил выступление | завершил выступление | завершил выступление |
| до 69 кг  | Альберто Пальметта | MGLБ. Тувшинбат П 0:3 | завершил выступление | завершил выступление  | завершил выступление | завершил выступление | завершил выступление |
| до 91 кг  | Ямиль Перальта (7) | не участвовал         | GERД. Граф В 2:1     | CUBЭ. Савон (2) П 0:3 | завершил выступление | завершил выступление | завершил выступление |

### Борьба
В соревнованиях по борьбе, как и на предыдущих трёх Играх, будет разыгрываться 18 комплектов наград. По 6 у мужчин в вольной и греко-римской борьбе и 6 у женщин в вольной борьбе. Турнир пройдёт по олимпийской системе с выбыванием. В утешительный раунд попадают участники, проигравшие в своих поединках будущим финалистам соревнований. Каждый поединок состоит из двух раундов по 3 минуты, победителем становится спортсмен, набравший большее количество технических очков. По окончании схватки, в зависимости от результатов спортсменам начисляются классификационные очки.
Женщины
Вольная борьба
| Соревнование | Спортсмены        | Первый раунд       | 1/8 финала         | Четвертьфинал      | Полуфинал          | Финал              | Место |
| Соревнование | Спортсмены        | Соперник Результат | Соперник Результат | Соперник Результат | Соперник Результат | Соперник Результат | Место |
| ------------ | ----------------- | ------------------ | ------------------ | ------------------ | ------------------ | ------------------ | ----- |
| до 48 кг     | Патрисия Бермудес |                    |                    |                    |                    |                    |       |

### Велоспорт

#### Шоссейный велоспорт
Мужчины
| Соревнование     | Спортсмены          | Время      | Место | Отставание |
| ---------------- | ------------------- | ---------- | ----- | ---------- |
| групповая гонка  | Эдуардо Сепульведа  | 6:22:23    | 37    | +12:18     |
| групповая гонка  | Даниэль Диас        | DNF        | DNF   | DNF        |
| групповая гонка  | Максимилиано Ричесе | DNF        | DNF   | DNF        |
| раздельная гонка | Эдуардо Сепульведа  | 1:19:07,84 | 26    | +6:52,42   |

#### Маунтинбайк
Мужчины
| Соревнование | Спортсмены | Время | Место | Отставание |
| ------------ | ---------- | ----- | ----- | ---------- |
| кросс-кантри |            |       |       |            |

#### BMX
Мужчины
| Соревнование | Спортсмены | Квалификация | Квалификация | 1\4 финала | 1\4 финала  | 1\4 финала  | 1\4 финала  | 1\4 финала  | 1\4 финала  | 1\4 финала | 1\4 финала | 1\2 финала | 1\2 финала  | 1\2 финала  | 1\2 финала  | 1\2 финала | 1\2 финала | Финал | Финал | Место |
| Соревнование | Спортсмены | Время        | Место        | Заезд      | 1 гонка     | 2 гонка     | 3 гонка     | 4 гонка     | 5 гонка     | Всего      | Место      | Заезд      | 1 гонка     | 2 гонка     | 3 гонка     | Всего      | Место      | Финал | Финал | Место |
| Соревнование | Спортсмены | Время        | Место        | Заезд      | Время Место | Время Место | Время Место | Время Место | Время Место | Всего      | Место      | Заезд      | Время Место | Время Место | Время Место | Всего      | Место      | Время | Место | Место |
| ------------ | ---------- | ------------ | ------------ | ---------- | ----------- | ----------- | ----------- | ----------- | ----------- | ---------- | ---------- | ---------- | ----------- | ----------- | ----------- | ---------- | ---------- | ----- | ----- | ----- |
| BMX          |            |              |              |            |             |             |             |             |             |            |            |            |             |             |             |            |            |       |       |       |

Женщины
| Соревнование | Спортсмены | Квалификация | Квалификация | 1\2 финала | 1\2 финала  | 1\2 финала  | 1\2 финала  | 1\2 финала | 1\2 финала | Финал | Финал | Место |
| Соревнование | Спортсмены | Время        | Место        | Заезд      | 1 гонка     | 2 гонка     | 3 гонка     | Всего      | Место      | Финал | Финал | Место |
| Соревнование | Спортсмены | Время        | Место        | Заезд      | Время Место | Время Место | Время Место | Всего      | Место      | Время | Место | Место |
| ------------ | ---------- | ------------ | ------------ | ---------- | ----------- | ----------- | ----------- | ---------- | ---------- | ----- | ----- | ----- |
| BMX          |            |              |              |            |             |             |             |            |            |       |       |       |

### Водные виды спорта

#### Плавание
В следующий раунд на каждой дистанции проходят спортсмены, показавшие лучший результат, независимо от места, занятого в своём заплыве.
Мужчины
| Дистанция                  | Спортсмены      | Предварительный раунд | Предварительный раунд | Предварительный раунд | Полуфинал            | Полуфинал            | Полуфинал            | Финал                | Финал                |
| Дистанция                  | Спортсмены      | Заплыв                | Результат             | Место                 | Заплыв               | Результат            | Место                | Результат            | Место                |
| -------------------------- | --------------- | --------------------- | --------------------- | --------------------- | -------------------- | -------------------- | -------------------- | -------------------- | -------------------- |
| 50 метров вольным стилем   | Федерико Грабич |                       |                       |                       |                      |                      |                      |                      |                      |
| 100 метров вольным стилем  | Федерико Грабич | 8                     | 48,78                 | 22                    | завершил выступление | завершил выступление | завершил выступление | завершил выступление | завершил выступление |
| 200 метров вольным стилем  | Федерико Грабич | 3                     | 1:47,41               | 22                    | завершил выступление | завершил выступление | завершил выступление | завершил выступление | завершил выступление |
| 400 метров вольным стилем  | Мартин Найдич   | 2                     | 3:54,58               | 39                    | не проводится        | не проводится        | не проводится        | завершил выступление | завершил выступление |
| 1500 метров вольным стилем | Мартин Найдич   | 2                     | 15:39,93              | 43                    | не проводится        | не проводится        | не проводится        | завершил выступление | завершил выступление |
| 100 метров баттерфляем     | Сантьяго Грасси |                       |                       |                       |                      |                      |                      |                      |                      |

Женщины
| Дистанция                        | Спортсмены      | Предварительный раунд | Предварительный раунд | Предварительный раунд | Полуфинал             | Полуфинал             | Полуфинал             | Финал                 | Финал                 |
| Дистанция                        | Спортсмены      | Заплыв                | Результат             | Место                 | Заплыв                | Результат             | Место                 | Результат             | Место                 |
| -------------------------------- | --------------- | --------------------- | --------------------- | --------------------- | --------------------- | --------------------- | --------------------- | --------------------- | --------------------- |
| 200 метров брассом               | Хулия Себастиян | 1                     | 2:27,98               | 21                    | завершила выступление | завершила выступление | завершила выступление | завершила выступление | завершила выступление |
| 200 метров баттерфляем           | Вирхиния Бардач | 1                     | 2:13,58               | 26                    | завершила выступление | завершила выступление | завершила выступление | завершила выступление | завершила выступление |
| 200 метров комплексным плаванием | Вирхиния Бардач | 2                     | 2:17,94               | 37                    | завершила выступление | завершила выступление | завершила выступление | завершила выступление | завершила выступление |
| 400 метров комплексным плаванием | Вирхиния Бардач | 2                     | 4:49,69               | 31                    | не проводится         | не проводится         | не проводится         | завершила выступление | завершила выступление |

#### Синхронное плавание
По итогам квалификационного раунда в соревнованиях дуэтов в финал проходят 12 сильнейших сборных. В финале синхронистки исполняют только произвольную программу. Итоговая сумма складывается из результатов финальной произвольной программы и баллов, полученных дуэтами за техническую программу, исполненную в квалификационном раунде.
| Соревнование | Спортсмены                | Квалификация          | Квалификация          | Квалификация           | Квалификация           | Квалификация | Квалификация | Финал                  | Финал                  | Итоговый результат    | Итоговый результат |
| Соревнование | Спортсмены                | Техническая программа | Техническая программа | Произвольная программа | Произвольная программа | Всего        | Всего        | Произвольная программа | Произвольная программа | Итоговый результат    | Итоговый результат |
| Соревнование | Спортсмены                | Баллы                 | Место                 | Баллы                  | Место                  | Баллы        | Место        | Баллы                  | Место                  | Баллы                 | Место              |
| ------------ | ------------------------- | --------------------- | --------------------- | ---------------------- | ---------------------- | ------------ | ------------ | ---------------------- | ---------------------- | --------------------- | ------------------ |
| дуэты        | София Санчес Этель Санчес | 79,4829               | 19                    | 79,8333                | 19                     | 159,3162     | 19           | Завершили выступление  | Завершили выступление  | Завершили выступление | 19                 |

### Волейбол

#### Волейбол

##### Мужчины
Мужская сборная Аргентины квалифицировалась на Игры, заняв первое место по итогам южноамериканского квалификационного турнира.
Состав
| Номер                   | Имя                     | Дата рождения           | Рост, см                | Клуб                    | Игры                    | Очки                    | Очки                    | Очки                    | Всего очков             |
| Номер                   | Имя                     | Дата рождения           | Рост, см                | Клуб                    | Игры                    | Атака                   | Подача                  | Блок                    | Всего очков             |
| Центральные блокирующие | Центральные блокирующие | Центральные блокирующие | Центральные блокирующие | Центральные блокирующие | Центральные блокирующие | Центральные блокирующие | Центральные блокирующие | Центральные блокирующие | Центральные блокирующие |
| ----------------------- | ----------------------- | ----------------------- | ----------------------- | ----------------------- | ----------------------- | ----------------------- | ----------------------- | ----------------------- | ----------------------- |
|                         |                         |                         |                         |                         |                         |                         |                         |                         |                         |
| Связующие               |                         |                         |                         |                         |                         |                         |                         |                         |                         |
|                         |                         |                         |                         |                         |                         |                         |                         |                         |                         |
| Диагональные            |                         |                         |                         |                         |                         |                         |                         |                         |                         |
|                         |                         |                         |                         |                         |                         |                         |                         |                         |                         |
| Доигровщики             |                         |                         |                         |                         |                         |                         |                         |                         |                         |
|                         |                         |                         |                         |                         |                         |                         |                         |                         |                         |
| Либеро                  |                         |                         |                         |                         |                         |                         |                         |                         |                         |
|                         |                         |                         |                         |                         |                         |                         |                         |                         |                         |

| Имя           | Гражданство | Дата рождения  |
| ------------- | ----------- | -------------- |
| Хулио Веласко | Аргентина   | 9 февраля 1952 |

Результаты
Групповой этап (Группа B)
|              | Матчи | Матчи | Очки | Сеты | Сеты | Сеты  | Мячи | Мячи | Мячи  |
| В            | П     | В     | Очки | П    | В:П  | В     | П    | В:П  |       |
| ------------ | ----- | ----- | ---- | ---- | ---- | ----- | ---- | ---- | ----- |
| 1. Аргентина | 4     | 1     | 12   | 12   | 4    | 3,000 | 394  | 335  | 1,176 |
| 2. Польша    | 4     | 1     | 12   | 14   | 5    | 2,800 | 447  | 389  | 1,149 |
| 3. Россия    | 4     | 1     | 11   | 13   | 6    | 2,167 | 432  | 367  | 1,177 |
| 4. Иран      | 2     | 3     | 7    | 8    | 9    | 0,889 | 389  | 392  | 0,992 |
| 5. Египет    | 1     | 4     | 3    | 3    | 12   | 0,250 | 286  | 362  | 0,790 |
| 6. Куба      | 0     | 5     | 0    | 1    | 15   | 0,067 | 300  | 403  | 0,744 |

| 7 августа 2016 22:30 UTC-3 |

| Аргентина                        | 3:0  | Иран               |
| (25:23, 26:24, 25:18) Статистика |      |                    |
| Факундо Конте 21                 | Очки | 10 Мохаммад Мусави |

| Мараканазинью, Рио-де-Жанейро Зрителей: 6460 Судьи: Фабрицио Паскуали, Лю Цзян |

| 9 августа 2016 09:30 UTC-3 |

| Россия                                  | 1:3  | Аргентина     |
| (18:25, 25:18, 18:25, 21:25) Статистика |      |               |
| Егор Клюка 16                           | Очки | 18 Бруно Лима |

| Мараканазинью, Рио-де-Жанейро Зрителей: 7165 Судьи: Артуро ди Джакомо, Хайке Крафт |

##### Женщины
Женская сборная Аргентины квалифицировалась на Игры, заняв первое место по итогам южноамериканского квалификационного турнира.
Состав
| Номер                   | Имя                     | Дата рождения           | Рост, см                | Клуб                    | Игры                    | Очки                    | Очки                    | Очки                    | Всего очков             |
| Номер                   | Имя                     | Дата рождения           | Рост, см                | Клуб                    | Игры                    | Атака                   | Подача                  | Блок                    | Всего очков             |
| Центральные блокирующие | Центральные блокирующие | Центральные блокирующие | Центральные блокирующие | Центральные блокирующие | Центральные блокирующие | Центральные блокирующие | Центральные блокирующие | Центральные блокирующие | Центральные блокирующие |
| ----------------------- | ----------------------- | ----------------------- | ----------------------- | ----------------------- | ----------------------- | ----------------------- | ----------------------- | ----------------------- | ----------------------- |
|                         |                         |                         |                         |                         |                         |                         |                         |                         |                         |
| Связующие               |                         |                         |                         |                         |                         |                         |                         |                         |                         |
|                         |                         |                         |                         |                         |                         |                         |                         |                         |                         |
| Диагональные            |                         |                         |                         |                         |                         |                         |                         |                         |                         |
|                         |                         |                         |                         |                         |                         |                         |                         |                         |                         |
| Доигровщики             |                         |                         |                         |                         |                         |                         |                         |                         |                         |
|                         |                         |                         |                         |                         |                         |                         |                         |                         |                         |
| Либеро                  |                         |                         |                         |                         |                         |                         |                         |                         |                         |
|                         |                         |                         |                         |                         |                         |                         |                         |                         |                         |

| Имя             | Гражданство | Дата рождения |
| --------------- | ----------- | ------------- |
| Гильермо Ордуна | Аргентина   |               |

Результаты
Групповой этап (Группа A)
|                     | Матчи | Матчи | Очки | Сеты | Сеты | Сеты  | Мячи | Мячи | Мячи  |
| В                   | П     | В     | Очки | П    | В:П  | В     | П    | В:П  |       |
| ------------------- | ----- | ----- | ---- | ---- | ---- | ----- | ---- | ---- | ----- |
| 1. Бразилия         | 5     | 0     | 15   | 15   | 0    | max   | 377  | 272  | 1,386 |
| 2. Россия           | 4     | 1     | 12   | 12   | 4    | 3,000 | 393  | 323  | 1,217 |
| 3. Республика Корея | 3     | 2     | 9    | 10   | 7    | 1,429 | 384  | 372  | 1,032 |
| 4. Япония           | 2     | 3     | 6    | 7    | 9    | 0,778 | 347  | 364  | 0,953 |
| 5. Аргентина        | 1     | 4     | 2    | 3    | 14   | 0,214 | 319  | 407  | 0,784 |
| 6. Камерун          | 0     | 5     | 1    | 2    | 15   | 0,133 | 328  | 410  | 0,800 |

| 6 августа 2016 20:30 UTC-3 |

| Россия                                      | 3:0  | Аргентина      |
| (25:13, 25:10, 25:16) Результат, Статистика |      |                |
| Наталия Гончарова 14                        | Очки | 12 Таня Акоста |

| Мараканазинью, Рио-де-Жанейро Зрителей: 5437 Судьи: Ибрахим Аль-Наама, Луис Масиас |

| 8 августа 2016 22:50 UTC-3 |

| Бразилия                                    | 3:0  | Аргентина                    |
| (25:16, 25:19, 25:11) Результат, Статистика |      |                              |
| Шейла 14                                    | Очки | 9 Таня Акоста, Ямила Низетич |

| Мараканазинью, Рио-де-Жанейро Зрителей: 7651 Судьи: Наср Шаабан, Фабрицио Паскуали |

#### Пляжный волейбол
Женщины
| Соревнование | Спортсмены                | Групповой этап                    | Групповой этап                    | Групповой этап                  | Групповой этап | 1/8 финала     | Четвертьфинал  | Полуфинал      | Финал          | Место |
| Соревнование | Спортсмены                | Соперники Счёт                    | Соперники Счёт                    | Соперники Счёт                  | Место          | Соперники Счёт | Соперники Счёт | Соперники Счёт | Соперники Счёт | Место |
| ------------ | ------------------------- | --------------------------------- | --------------------------------- | ------------------------------- | -------------- | -------------- | -------------- | -------------- | -------------- | ----- |
| женщины      | Ана Гальяй Джорджина Клуг | Группа B                          | Группа B                          | Группа B                        | Группа B       |                |                |                |                |       |
| женщины      | Ана Гальяй Джорджина Клуг | ESPЭльса / Лилиана П 11:21, 19:21 | BRAАгата / Барбара П 11:21, 17:21 | CZEБ. Германнова / М. Слукова : |                |                |                |                |                |       |

### Гандбол

#### Мужчины
Мужская сборная Аргентины квалифицировалась на Игры, завоевав золотые медали на Панамериканских играх 2015 года.
Состав
| Номер         | Имя     | Дата рождения | Рост, см | Вес, кг | Клуб    | Игры    | Голы    |
| Вратари       | Вратари | Вратари       | Вратари  | Вратари | Вратари | Вратари | Вратари |
| ------------- | ------- | ------------- | -------- | ------- | ------- | ------- | ------- |
|               |         |               |          |         |         |         |         |
| Крайние       |         |               |          |         |         |         |         |
|               |         |               |          |         |         |         |         |
| Разыгрывающие |         |               |          |         |         |         |         |
|               |         |               |          |         |         |         |         |
| Полусредние   |         |               |          |         |         |         |         |
|               |         |               |          |         |         |         |         |
| Линейные      |         |               |          |         |         |         |         |
|               |         |               |          |         |         |         |         |

| Имя              | Гражданство | Дата рождения  |
| ---------------- | ----------- | -------------- |
| Эдуардо Гальярдо | Аргентина   | 20 апреля 1969 |

Результаты
Групповой этап (Группа A)
| Место | Команда   | И | В | Н | П | ГЗ  | ГП  | +/- | Очки |
| ----- | --------- | - | - | - | - | --- | --- | --- | ---- |
| 1     | Хорватия  | 5 | 4 | 0 | 1 | 147 | 134 | +13 | 8    |
| 2     | Франция   | 5 | 4 | 0 | 1 | 152 | 126 | +26 | 8    |
| 3     | Дания     | 5 | 3 | 0 | 2 | 136 | 127 | +9  | 6    |
| 4     | Катар     | 5 | 2 | 1 | 2 | 122 | 127 | -5  | 5    |
| 5     | Аргентина | 5 | 1 | 0 | 4 | 110 | 126 | -16 | 2    |
| 6     | Тунис     | 5 | 0 | 1 | 4 | 118 | 145 | -27 | 1    |

| 2016-08-07 14:40 UTC-3 | Дания                        | 25:19   | Аргентина       | Арена ду Футуру, Рио-де-Жанейро Зрителей: 6620 Судьи: Лах, Сок (SLO) |
| 2016-08-07 14:40 UTC-3 | Миккель Хансен, Лассе Сван 6 | (10:10) | 7 Пабло Симонет | Арена ду Футуру, Рио-де-Жанейро Зрителей: 6620 Судьи: Лах, Сок (SLO) |
| 2016-08-07 14:40 UTC-3 | 4× 3× 1×                     | Отчёт   | 3×              | Арена ду Футуру, Рио-де-Жанейро Зрителей: 6620 Судьи: Лах, Сок (SLO) |

| 2016-08-09 21:50 UTC-3 | Аргентина              | 26:27             | Хорватия           | Арена ду Футуру, Рио-де-Жанейро Зрителей: 8150 Судьи: Рашид, Эль-Сайед (EGY) |
| 2016-08-09 21:50 UTC-3 | Федерико Фернандес — 8 | (15:14)           | 7 — Мануэль Штрлек | Арена ду Футуру, Рио-де-Жанейро Зрителей: 8150 Судьи: Рашид, Эль-Сайед (EGY) |
| 2016-08-09 21:50 UTC-3 | 2× 4× 1×               | Статистика, Отчёт | 4× 3×              | Арена ду Футуру, Рио-де-Жанейро Зрителей: 8150 Судьи: Рашид, Эль-Сайед (EGY) |

| 2016-08-11 21:50 UTC-3 | Франция | − : − | Аргентина | Фьючер Арена, Рио-де-Жанейро |
| 2016-08-11 21:50 UTC-3 |         |       |           | Фьючер Арена, Рио-де-Жанейро |
| 2016-08-11 21:50 UTC-3 |         |       |           | Фьючер Арена, Рио-де-Жанейро |

| 2016-08-13 21:50 UTC-3 | Аргентина | − : − | Тунис | Фьючер Арена, Рио-де-Жанейро |
| 2016-08-13 21:50 UTC-3 |           |       |       | Фьючер Арена, Рио-де-Жанейро |
| 2016-08-13 21:50 UTC-3 |           |       |       | Фьючер Арена, Рио-де-Жанейро |

| 2016-08-15 21:50 UTC-3 | Катар | − : − | Аргентина | Фьючер Арена, Рио-де-Жанейро |
| 2016-08-15 21:50 UTC-3 |       |       |           | Фьючер Арена, Рио-де-Жанейро |
| 2016-08-15 21:50 UTC-3 |       |       |           | Фьючер Арена, Рио-де-Жанейро |

#### Женщины
Женская сборная Аргентины квалифицировалась на Игры, завоевав золотые медали на Панамериканских играх 2015 года.
Состав
| Номер         | Имя     | Дата рождения | Рост, см | Вес, кг | Клуб    | Игры    | Голы    |
| Вратари       | Вратари | Вратари       | Вратари  | Вратари | Вратари | Вратари | Вратари |
| ------------- | ------- | ------------- | -------- | ------- | ------- | ------- | ------- |
|               |         |               |          |         |         |         |         |
| Крайние       |         |               |          |         |         |         |         |
|               |         |               |          |         |         |         |         |
| Разыгрывающие |         |               |          |         |         |         |         |
|               |         |               |          |         |         |         |         |
| Полусредние   |         |               |          |         |         |         |         |
|               |         |               |          |         |         |         |         |
| Линейные      |         |               |          |         |         |         |         |
|               |         |               |          |         |         |         |         |

| Имя              | Гражданство | Дата рождения |
| ---------------- | ----------- | ------------- |
| Эдуардо Перучена | Аргентина   |               |

Результаты
Групповой этап (Группа B)
| Место | Команда          | И | В | Н | П | ГЗ  | ГП  | +/- | Очки |
| ----- | ---------------- | - | - | - | - | --- | --- | --- | ---- |
| 1     | Россия           | 5 | 5 | 0 | 0 | 165 | 147 | +18 | 10   |
| 2     | Франция          | 5 | 4 | 0 | 1 | 118 | 93  | +25 | 8    |
| 3     | Швеция           | 5 | 2 | 1 | 2 | 150 | 141 | +9  | 5    |
| 4     | Нидерланды       | 5 | 1 | 2 | 2 | 135 | 135 | 0   | 4    |
| 5     | Республика Корея | 5 | 1 | 1 | 3 | 130 | 136 | -6  | 3    |
| 6     | Аргентина        | 5 | 0 | 0 | 5 | 101 | 147 | -46 | 0    |

| 2016-08-06 21:50 UTC-3 | Швеция          | 31:21  | Аргентина         | Арена ду Футуру, Рио-де-Жанейро Зрителей: 6575 Судьи: Кулибали, Дьябате (CIV) |
| 2016-08-06 21:50 UTC-3 | Натали Хагман 6 | (13:9) | 5 Лусиана Мендоса | Арена ду Футуру, Рио-де-Жанейро Зрителей: 6575 Судьи: Кулибали, Дьябате (CIV) |
| 2016-08-06 21:50 UTC-3 | 5× 3×           | Отчёт  | 6× 1×             | Арена ду Футуру, Рио-де-Жанейро Зрителей: 6575 Судьи: Кулибали, Дьябате (CIV) |

| 2016-08-08 19:50 UTC-3 | Аргентина         | 18:26  | Нидерланды         | Арена ду Футуру, Рио-де-Жанейро Зрителей: 8975 Судьи: Мусавиан, Колахдузан (IRI) |
| 2016-08-08 19:50 UTC-3 | Лусиана Мендоса 3 | (9:13) | 6 Эставана Польман | Арена ду Футуру, Рио-де-Жанейро Зрителей: 8975 Судьи: Мусавиан, Колахдузан (IRI) |
| 2016-08-08 19:50 UTC-3 | 5× 3×             | Отчёт  | 10× 3×             | Арена ду Футуру, Рио-де-Жанейро Зрителей: 8975 Судьи: Мусавиан, Колахдузан (IRI) |

| 2016-08-10 21:50 UTC-3 | Франция | − : − | Аргентина | Фьючер Арена, Рио-де-Жанейро |
| 2016-08-10 21:50 UTC-3 |         |       |           | Фьючер Арена, Рио-де-Жанейро |
| 2016-08-10 21:50 UTC-3 |         |       |           | Фьючер Арена, Рио-де-Жанейро |

| 2016-08-12 19:50 UTC-3 | Россия | − : − | Аргентина | Фьючер Арена, Рио-де-Жанейро |
| 2016-08-12 19:50 UTC-3 |        |       |           | Фьючер Арена, Рио-де-Жанейро |
| 2016-08-12 19:50 UTC-3 |        |       |           | Фьючер Арена, Рио-де-Жанейро |

| 2016-08-14 21:50 UTC-3 | Аргентина | − : − | Республика Корея | Фьючер Арена, Рио-де-Жанейро |
| 2016-08-14 21:50 UTC-3 |           |       |                  | Фьючер Арена, Рио-де-Жанейро |
| 2016-08-14 21:50 UTC-3 |           |       |                  | Фьючер Арена, Рио-де-Жанейро |

### Гимнастика

#### Спортивная гимнастика
В квалификационном раунде проходил отбор, как в финал командного многоборья, так и в финалы личных дисциплин. В финал индивидуального многоборья отбиралось 24 спортсмена с наивысшими результатами, а в финалы отдельных упражнений по 8 спортсменов, причём в финале личных дисциплин страна не могла быть представлена более, чем 2 спортсменами. В командном многоборье в квалификации на каждом снаряде выступали по 4 спортсмена, а в зачёт шли три лучших результата. В финале командных соревнований на каждом снаряде выступало по три спортсмена и все три результата шли в зачёт.
Мужчины
Индивидуальные упражнения
| Соревнование | Спортсмены      | Квалификация | Квалификация | Финал                | Финал                |
| Соревнование | Спортсмены      | Очки         | Место        | Очки                 | Место                |
| ------------ | --------------- | ------------ | ------------ | -------------------- | -------------------- |
| перекладина  | Николас Корбода | 14,800       | 18           | Завершил выступление | Завершил выступление |

Женщины
Многоборья
| Соревнование      | Спортсмены    | Квалификация   | Квалификация        | Квалификация | Квалификация       | Квалификация | Квалификация | Финал                 | Финал                 | Финал                 | Финал                 | Финал                 | Финал                 |
| Соревнование      | Спортсмены    | Опорный прыжок | Разновысокие брусья | Бревно       | Вольные упражнения | Всего        | Место        | Опорный прыжок        | Разновысокие брусья   | Бревно                | Вольные упражнения    | Всего                 | Место                 |
| ----------------- | ------------- | -------------- | ------------------- | ------------ | ------------------ | ------------ | ------------ | --------------------- | --------------------- | --------------------- | --------------------- | --------------------- | --------------------- |
| личное многоборье | Айлин Валенте | 13,666         | 13,033              | 11,366       | 12,000             | 50,065       | 56           | Завершила выступление | Завершила выступление | Завершила выступление | Завершила выступление | Завершила выступление | Завершила выступление |

Индивидуальные упражнения
| Соревнование        | Спортсмены    | Квалификация | Квалификация | Финал                 | Финал                 |
| Соревнование        | Спортсмены    | Очки         | Место        | Очки                  | Место                 |
| ------------------- | ------------- | ------------ | ------------ | --------------------- | --------------------- |
| разновысокие брусья | Айлин Валенте | 13,033       | 62           | Завершила выступление | Завершила выступление |
| бревно              | Айлин Валенте | 11,366       | 78           | Завершила выступление | Завершила выступление |
| вольные упражнения  | Айлин Валенте | 12,000       | 76           | Завершила выступление | Завершила выступление |

### Гольф
Последний раз соревнования по гольфу в рамках Олимпийских игр проводились в 1904 году. В Рио-де-Жанейро турнир гольфистов прошёл на 18-луночном поле, со счётом 71 пар. Каждый участник прошёл все 18 лунок по 4 раза.
Мужчины
В мужском турнире Аргентину представляли 44-й номер мирового рейтинга Эмилиано Грильо и 73-й Фабиан Гомес. После первых двух раундов Грильо расположился на 14-й позиции, с отставанием от лидера австралийца Маркуса Фрейзера всего на 7 очков. Заключительные два раунда чуть упрочили позиции аргентинского гольфиста. Олимпийский турнир Грильо, наряду ещё с двумя гольфистами, закончил на 8-м месте с результатом 7 ниже пар.
| Соревнование | Спортсмены      | Первый раунд | Первый раунд | Второй раунд | Второй раунд | Третий раунд | Третий раунд | Четвёртый раунд | Четвёртый раунд | Итоговый результат | Итоговое место |
| Соревнование | Спортсмены      | Очки         | Место        | Очки         | Место        | Очки         | Место        | Очки            | Место           | Итоговый результат | Итоговое место |
| ------------ | --------------- | ------------ | ------------ | ------------ | ------------ | ------------ | ------------ | --------------- | --------------- | ------------------ | -------------- |
| мужчины      | Эмилиано Грильо | 70 (-1)      | 17           | 69 (-2)      | 12           | 68 (-3)      | 7            | 70 (-1)         | 32              | 277 (-7)           | 8              |
| мужчины      | Фабиан Гомес    |              |              |              |              |              |              |                 |                 |                    |                |

### Гребля на байдарках и каноэ

#### Гребля на гладкой воде
Соревнования по гребле на байдарках и каноэ на гладкой воде проходят в лагуне Родригу-ди-Фрейташ, которая находится на территории города Рио-де-Жанейро. В каждой дисциплине соревнования проходят в три этапа: предварительный раунд, полуфинал и финал.
Мужчины
| Соревнование                   | Спортсмены                                                            | Предварительный раунд | Предварительный раунд | Предварительный раунд | Полуфинал | Полуфинал | Полуфинал | Финал   | Финал   | Итоговое место |
| Соревнование                   | Спортсмены                                                            | Заплыв                | Время                 | Место                 | Заплыв    | Время     | Место     | Время   | Место   | Итоговое место |
| ------------------------------ | --------------------------------------------------------------------- | --------------------- | --------------------- | --------------------- | --------- | --------- | --------- | ------- | ------- | -------------- |
| байдарки-одиночки, 200 метров  | Рубен Войсард                                                         | 3                     | 35,491                | 6 Q                   | 2         | 35,439    | 7 QB      | Финал B | Финал B | 16             |
| байдарки-одиночки, 200 метров  | Рубен Войсард                                                         | 3                     | 35,491                | 6 Q                   | 2         | 35,439    | 7 QB      | 38,061  | 8       | 16             |
| байдарки-четвёрки, 1000 метров | Даниэль Даль Бо Хуан Игнасио Касерес Пабло де Торрес Гонсало Каррерас |                       |                       |                       |           |           |           |         |         |                |

Женщины
| Соревнование                  | Спортсмены                                                              | Предварительный раунд | Предварительный раунд | Предварительный раунд | Полуфинал | Полуфинал | Полуфинал | Финал | Финал | Итоговое место |
| Соревнование                  | Спортсмены                                                              | Заплыв                | Время                 | Место                 | Заплыв    | Время     | Место     | Время | Место | Итоговое место |
| ----------------------------- | ----------------------------------------------------------------------- | --------------------- | --------------------- | --------------------- | --------- | --------- | --------- | ----- | ----- | -------------- |
| байдарки-одиночки, 200 метров | Сабрина Амехино                                                         |                       |                       |                       |           |           |           |       |       |                |
| байдарки-четвёрки, 500 метров | Мария Магдалена Гарро Сабрина Амехино Александра Керестеши Бренда Рохас |                       |                       |                       |           |           |           |       |       |                |

#### Гребной слалом
Квалификационный раунд проходит в две попытки. Результат в каждой попытке складывается из времени, затраченного на прохождение трассы и суммы штрафных очков, которые спортсмен получает за неправильное прохождение ворот. Одно штрафное очко равняется одной секунде. Из 2 попыток выбирается лучший результат, по результатам которых, выявляются спортсмены с наименьшим количеством очков, которые проходят в следующий раунд. В полуфинале гребцы выполняют по одной попытке. В финал проходят 8 спортсменов с наименьшим результатом.
Мужчины
| Соревнование   | Спортсмены      | Предварительный этап | Предварительный этап | Предварительный этап | Предварительный этап | Предварительный этап | Предварительный этап | Предварительный этап | Полуфинал            | Полуфинал            | Полуфинал            | Полуфинал            | Финал                | Финал                | Финал                | Финал                |
| Соревнование   | Спортсмены      | 1 попытка            | 1 попытка            | 1 попытка            | 2 попытка            | 2 попытка            | 2 попытка            | Место                | Полуфинал            | Полуфинал            | Полуфинал            | Полуфинал            | Финал                | Финал                | Финал                | Финал                |
| Соревнование   | Спортсмены      | Время                | Штраф                | Итог                 | Время                | Штраф                | Итог                 | Место                | Время                | Штраф                | Итог                 | Место                | Время                | Штраф                | Итог                 | Место                |
| -------------- | --------------- | -------------------- | -------------------- | -------------------- | -------------------- | -------------------- | -------------------- | -------------------- | -------------------- | -------------------- | -------------------- | -------------------- | -------------------- | -------------------- | -------------------- | -------------------- |
| каноэ-одиночки | Себастьян Росси | 100,81               | 8                    | 108,81               | 103,70               | 52                   | 155,70               | 17                   | завершил выступление | завершил выступление | завершил выступление | завершил выступление | завершил выступление | завершил выступление | завершил выступление | завершил выступление |

### Дзюдо
Соревнования по дзюдо проводились по системе с выбыванием. В утешительные раунды попадали спортсмены, проигравшие полуфиналистам турнира. Два спортсмена, одержавших победу в утешительном раунде, в поединке за бронзу сражались с дзюдоистами, проигравшими в полуфинале.
Мужчины
| Категория | Спортсмены        | 1/32 финала        | 1/16 финала           | 1/8 финала                     | Четвертьфинал        | Полуфинал            | Финал                | Место |
| Категория | Спортсмены        | Соперник Результат | Соперник Результат    | Соперник Результат             | Соперник Результат   | Соперник Результат   | Соперник Результат   | Место |
| --------- | ----------------- | ------------------ | --------------------- | ------------------------------ | -------------------- | -------------------- | -------------------- | ----- |
| до 81 кг  | Эммануэль Лусенти | не участвовал      | LIBН. Элиас В 100:000 | CANА. Валуа-Фортье П 010s3:010 | завершил выступление | завершил выступление | завершил выступление | 9     |

Женщины
Единственной представительницей Аргентины в соревнованиях дзюдоисток стала чемпионка мира в категории до 48 кг Паула Парето. На Играх Парето была посеяна под вторым номером, уступив первую строчку монгольской дзюдоистке Мунхбатын Уранцэцэг. Начав олимпийский турнир с 1/8 финала Паула одержала две уверенные победы и вышла в полуфинал соревнований, где Парето смогла взять реванш у Ами Кондо за поражение в финале мирового первенства 2014 года. В финале соперницей Парето стала корейская дзюдоистка Чон Богён. В конце второй минуты схватки Пауле удалось выполнить результативную подсечку, которая так и осталась единственным результативным действием в поединке, принеся Парето звание олимпийской чемпионки. Также Парето стала первой женщиной в истории Аргентины, завоевавшей золотую медаль Олимпийских игр.
| Категория | Спортсмены   | 1/16 финала        | 1/8 финала              | Четвертьфинал              | Полуфинал             | Финал                  | Место |
| Категория | Спортсмены   | Соперник Результат | Соперник Результат      | Соперник Результат         | Соперник Результат    | Соперник Результат     | Место |
| --------- | ------------ | ------------------ | ----------------------- | -------------------------- | --------------------- | ---------------------- | ----- |
| до 48 кг  | Паула Парето | Не участвовала     | RUSИ. Долгова В 102:000 | HUNЭ. Черновицки В 010:000 | JPNА. Кондо В 010:000 | KORЧон Богён В 010:000 | 1     |

### Конный спорт
Конкур
В каждом из раундов спортсменам необходимо было пройти дистанцию с разным количеством препятствий и разным лимитом времени. За каждое сбитое препятствие спортсмену начислялось 4 штрафных балла, за превышение лимита времени 1 штрафное очко (за каждые 5 секунд). В финал личного первенства могло пройти только три спортсмена от одной страны. Командный конкур проводился в рамках второго и третьего раунда индивидуальной квалификации. В зачёт командных соревнований шли три лучших результата, показанные спортсменами во время личного первенства. Если спортсмен выбывал из индивидуальных соревнований после первого или второго раундов, то он всё равно продолжал свои выступления, но результаты при этом шли только в командный зачёт.
| Соревнование     | Спортсмены                                                         | Квалификация  | Квалификация  | Квалификация | Квалификация | Квалификация | Квалификация | Квалификация | Квалификация | Финал         | Финал         | Финал         | Финал         | Финал         | Итоговое место |
| Соревнование     | Спортсмены                                                         | 1 раунд       | 1 раунд       | 2 раунд      | Всего        | Всего        | 3 раунд      | Всего        | Всего        | Финал A       | Финал A       | Финал B       | Всего         | Всего         | Итоговое место |
| Соревнование     | Спортсмены                                                         | Штраф         | Место         | Штраф        | Штраф        | Место        | Штраф        | Штраф        | Место        | Штраф         | Место         | Штраф         | Штраф         | Место         | Итоговое место |
| ---------------- | ------------------------------------------------------------------ | ------------- | ------------- | ------------ | ------------ | ------------ | ------------ | ------------ | ------------ | ------------- | ------------- | ------------- | ------------- | ------------- | -------------- |
| личный конкур    | Матиас Альбарьясин лошадь — Cannavaro                              |               |               |              |              |              |              |              |              |               |               |               |               |               |                |
| личный конкур    | Хосе Мария Ларокка лошадь — Cornet du Lys                          |               |               |              |              |              |              |              |              |               |               |               |               |               |                |
| личный конкур    | Бруно Пассаро лошадь — Chicago                                     |               |               |              |              |              |              |              |              |               |               |               |               |               |                |
| личный конкур    | Рамиро Кинтана лошадь — Whitney                                    |               |               |              |              |              |              |              |              |               |               |               |               |               |                |
| командный конкур | Матиас Альбарьясин Хосе Мария Ларокка Бруно Пассаро Рамиро Кинтана | не проводится | не проводится |              |              |              |              |              |              | не проводится | не проводится | не проводится | не проводится | не проводится |                |

### Лёгкая атлетика
Мужчины
Шоссейные дисциплины
| Дисциплина              | Спортсмен            | Время   | Место | Отставание |
| ----------------------- | -------------------- | ------- | ----- | ---------- |
| марафон                 | Федерико Бруно       |         |       |            |
| марафон                 | Мариано Мастромарино |         |       |            |
| марафон                 | Луис Молина          |         |       |            |
| ходьба на 20 километров | Хуан Мануэль Кано    | 1:27:27 | 51    | +8:13      |

Технические дисциплины
| Дисциплина      | Спортсмен         | Квалификация | Квалификация | Финал     | Финал |
| Дисциплина      | Спортсмен         | Результат    | Место        | Результат | Место |
| --------------- | ----------------- | ------------ | ------------ | --------- | ----- |
| прыжок с шестом | Херман Кьяравильо |              |              |           |       |
| толкание ядра   | Херман Лауро      |              |              |           |       |
| метание копья   | Брайан Толедо     |              |              |           |       |

Женщины
Беговые дисциплины
| Дисциплина                         | Спортсмен     | Предварительный раунд | Предварительный раунд | Предварительный раунд | Четвертьфиналы | Четвертьфиналы | Четвертьфиналы | Полуфиналы    | Полуфиналы    | Полуфиналы    | Финал | Финал |
| Дисциплина                         | Спортсмен     | Забег                 | Время                 | Место                 | Забег          | Время          | Место          | Забег         | Время         | Место         | Время | Место |
| ---------------------------------- | ------------- | --------------------- | --------------------- | --------------------- | -------------- | -------------- | -------------- | ------------- | ------------- | ------------- | ----- | ----- |
| бег на 3000 метров с препятствиями | Белен Касетта |                       |                       |                       | не проводится  | не проводится  | не проводится  | не проводится | не проводится | не проводится |       |       |

Шоссейные дисциплины
| Дисциплина | Спортсмен      | Время | Место | Отставание |
| ---------- | -------------- | ----- | ----- | ---------- |
| марафон    | Роса Годой     |       |       |            |
| марафон    | Мария Перальта |       |       |            |
| марафон    | Вивьяна Чавес  |       |       |            |

Технические дисциплины
| Дисциплина     | Спортсмен          | Квалификация | Квалификация | Финал     | Финал |
| Дисциплина     | Спортсмен          | Результат    | Место        | Результат | Место |
| -------------- | ------------------ | ------------ | ------------ | --------- | ----- |
| метание диска  | Росио Комба        |              |              |           |       |
| метание молота | Дженнифер Дальгрен |              |              |           |       |

### Парусный спорт
Соревнования по парусному спорту в каждом из классов состояли из 10 или 12 гонок. Каждую гонку спортсмены начинали с общего старта. Победителем становился экипаж, первым пересекший финишную черту. Количество очков, идущих в общий зачёт, соответствовало занятому командой месту. 10 лучших экипажей по результатам 10 заплывов попадали в медальную гонку, результаты которой также шли в общий зачёт. В медальной гонке, очки, полученные экипажем удваивались. В случае если участник соревнований не смог завершить гонку ему начислялось количество очков, равное количеству участников плюс один. При итоговом подсчёте очков не учитывался худший результат, показанный экипажем в одной из гонок. Сборная, набравшая наименьшее количество очков, становится олимпийским чемпионом.
Мужчины
| Класс | Спортсмены                        | Гонка | Гонка | Гонка | Гонка | Гонка | Гонка | Гонка | Гонка | Гонка | Гонка | Гонка         | Гонка         | Гонка | Очки | Место |
| Класс | Спортсмены                        | 1     | 2     | 3     | 4     | 5     | 6     | 7     | 8     | 9     | 10    | 11            | 12            | M     | Очки | Место |
| ----- | --------------------------------- | ----- | ----- | ----- | ----- | ----- | ----- | ----- | ----- | ----- | ----- | ------------- | ------------- | ----- | ---- | ----- |
| RS:X  | Баутиста Саубидет                 |       |       |       |       |       |       |       |       |       |       | Не проводится | Не проводится |       |      |       |
| 470   | Лукас Калабрезе Хуан де ла Фуэнте |       |       |       |       |       |       |       |       |       |       | Не проводится | Не проводится |       |      |       |
| Лазер | Хулио Алсогарай                   |       |       |       |       |       |       |       |       |       |       | Не проводится | Не проводится |       |      |       |
| Финн  | Факундо Олесса                    |       |       |       |       |       |       |       |       |       |       | Не проводится | Не проводится |       |      |       |
| 49-й  | Клаус Ланхе Яго Ланхе             |       |       |       |       |       |       |       |       |       |       |               |               |       |      | 7     |

Женщины
| Класс        | Спортсменка                         | Гонка | Гонка | Гонка | Гонка | Гонка | Гонка | Гонка | Гонка | Гонка | Гонка  | Гонка         | Гонка         | Гонка          | Очки | Место |
| Класс        | Спортсменка                         | 1     | 2     | 3     | 4     | 5     | 6     | 7     | 8     | 9     | 10     | 11            | 12            | M              | Очки | Место |
| ------------ | ----------------------------------- | ----- | ----- | ----- | ----- | ----- | ----- | ----- | ----- | ----- | ------ | ------------- | ------------- | -------------- | ---- | ----- |
| RS:X         | Мария Селия Техерина                | 21    | 12    | 16    | 17    | 21    | 19    | 16    | 16    | 24    | 27 DNF | 23            | 21            | не участвовала | 206  | 21    |
| Лазер Радиал | Лусия Фаласка                       |       |       |       |       |       |       |       |       |       |        | не проводится | не проводится |                |      |       |
| 49-й FX      | Мария Соль Бранц Виктория Траваскио |       |       |       |       |       |       |       |       |       |        |               |               |                |      |       |

Открытый класс
Соревнования в олимпийском классе катамаранов Накра 17 дебютируют в программе летних Олимпийских игр. Каждый экипаж представлен смешанным дуэтом яхтсменов.
| Класс    | Спортсмены                              | Гонка | Гонка | Гонка | Гонка | Гонка | Гонка | Гонка | Гонка | Гонка | Гонка | Гонка | Очки | Место |
| Класс    | Спортсмены                              | 1     | 2     | 3     | 4     | 5     | 6     | 7     | 8     | 9     | 10    | M     | Очки | Место |
| -------- | --------------------------------------- | ----- | ----- | ----- | ----- | ----- | ----- | ----- | ----- | ----- | ----- | ----- | ---- | ----- |
| Накра 17 | Сантьяго Ланхе Сессилия Карранса Сароли |       |       |       |       |       |       |       |       |       |       |       | 77   | 1     |

### Регби-7

##### Мужчины
Мужская сборная Аргентины квалифицировалась на Игры, заняв первое место по итогам чемпионата Южной Америки 2015 года.
Состав
| Номер      | Имя       | Дата рождения | Рост, см  | Вес, кг   | Клуб      | Игры      | Очки      | Очки       | Очки      | Очки      |
| Номер      | Имя       | Дата рождения | Рост, см  | Вес, кг   | Клуб      | Игры      | Попытки   | Реализации | Штрафные  | Дроп-гол  |
| Защитники  | Защитники | Защитники     | Защитники | Защитники | Защитники | Защитники | Защитники | Защитники  | Защитники | Защитники |
| ---------- | --------- | ------------- | --------- | --------- | --------- | --------- | --------- | ---------- | --------- | --------- |
|            |           |               |           |           |           |           |           |            |           |           |
| Нападающие |           |               |           |           |           |           |           |            |           |           |
|            |           |               |           |           |           |           |           |            |           |           |

| Имя                 | Гражданство | Дата рождения |
| ------------------- | ----------- | ------------- |
| Сантьяго Гомес Кора | Аргентина   | 25 июля 1978  |

Результаты
Групповой этап (Группа A)
| Место | Команда   | И | В | Н | П | ОЗ | ОП | +/- | Очки |
| ----- | --------- | - | - | - | - | -- | -- | --- | ---- |
| 1     | Фиджи     | 3 | 3 | 0 | 0 | 85 | 45 | +40 | 9    |
| 2     | Аргентина | 3 | 2 | 0 | 1 | 62 | 35 | +27 | 7    |
| 3     | США       | 3 | 1 | 0 | 2 | 59 | 41 | +18 | 5    |
| 4     | Бразилия  | 3 | 0 | 0 | 3 | 12 | 97 | -85 | 3    |

| 9 августа 2016 13:00 UTC-3                                       | \| США \| 14:17 (0:7, 14:10) Протокол \| Аргентина \| \| Штрафная попытка 11' · Данни Барретт 13' · Мэдисон Хьюз 11', 13' \| Голы \| Аксель Мюллер 4' · Фернандо Луна 9' · Матиас Морони 14+' · Гастон Револь 4' · Гастон Револь 9' 14+' \| | Стадион Деодоро, Рио-де-Жанейро Судьи: Крейг Жубер                                                  |
| США                                                              | 14:17 (0:7, 14:10) Протокол | Аргентина                                                                                           |
| Штрафная попытка 11' · Данни Барретт 13' · Мэдисон Хьюз 11', 13' | Голы | Аксель Мюллер 4' · Фернандо Луна 9' · Матиас Морони 14+' · Гастон Револь 4' · Гастон Револь 9' 14+' |

| 9 августа 2016 18:30 UTC-3                                                                 | \| Фиджи \| 21:14 (7:7, 14:7) Протокол \| Аргентина \| \| Джосуа Туисова 3' · Китионе Талига 11', 13' · Ватемо Равоувоу 3' · Осеа Колинисау 11', 13' \| Голы \| Франко Сабата 5' · Сантьяго Альварес 9' · Гастон Револь 5', 9' \| | Стадион Деодоро, Рио-де-Жанейро Судьи: Раста Расивенге         |
| Фиджи                                                                                      | 21:14 (7:7, 14:7) Протокол | Аргентина                                                      |
| Джосуа Туисова 3' · Китионе Талига 11', 13' · Ватемо Равоувоу 3' · Осеа Колинисау 11', 13' | Голы | Франко Сабата 5' · Сантьяго Альварес 9' · Гастон Револь 5', 9' |

| 10 августа 2016 13:00 UTC-3 | \| Аргентина \| 31:0 (19:0, 12:0) Протокол \| Бразилия \| \| Аксель Мюллер 5' · Гастон Револь 7' · Сантьяго Альварес 7' · Херман Шульц 11' · Николас Бруццоне 13' · Гастон Револь 7', 7+', 12' · Гастон Револь 5' 13' \| Голы \| \| | Стадион Деодоро, Рио-де-Жанейро Судьи: Майк Адамсон |
| Аргентина | 31:0 (19:0, 12:0) Протокол | Бразилия                                            |
| Аксель Мюллер 5' · Гастон Револь 7' · Сантьяго Альварес 7' · Херман Шульц 11' · Николас Бруццоне 13' · Гастон Револь 7', 7+', 12' · Гастон Револь 5' 13' | Голы |                                                     |

Четвертьфинал
| 10 августа 2016 18:00 UTC-3     | \| Великобритания \| 5:0 (0:0, 0:0, 5:0) д.в. Протокол \| Аргентина \| \| Дэн Бибби 19' · Том Митчелл 18' \| Голы \| Гастон Револь 14+' \| | Стадион Деодоро, Рио-де-Жанейро Судьи: Алекс Руис |
| Великобритания                  | 5:0 (0:0, 0:0, 5:0) д.в. Протокол | Аргентина                                         |
| Дэн Бибби 19' · Том Митчелл 18' | Голы | Гастон Револь 14+'                                |

### Современное пятиборье
Современное пятиборье включает в себя: стрельбу, плавание, фехтование, верховую езду и бег. Как и на предыдущих Играх бег и стрельба были объединены в один вид — комбайн. В комбайне спортсмены стартовали с гандикапом, набранным за предыдущие три дисциплины (4 очка = 1 секунда). Олимпийским чемпионом становится спортсмен, который пересекает финишную линию первым.
Мужчины
| Соревнование      | Спортсмены      | Фехтование | Фехтование | Фехтование | Плавание | Плавание | Плавание | Верховая езда | Верховая езда | Верховая езда | Комбайн | Комбайн | Комбайн | Всего     | Всего |
| Соревнование      | Спортсмены      | Побед      | Очки       | Место      | Время    | Очки     | Место    | Штраф         | Очки          | Место         | Время   | Очки    | Место   | Результат | Место |
| ----------------- | --------------- | ---------- | ---------- | ---------- | -------- | -------- | -------- | ------------- | ------------- | ------------- | ------- | ------- | ------- | --------- | ----- |
| личное первенство | Эмануэль Сапата |            |            |            |          |          |          |               |               |               |         |         |         |           |       |

Женщины
| Соревнование      | Спортсмены    | Фехтование | Фехтование | Фехтование | Плавание | Плавание | Плавание | Верховая езда | Верховая езда | Верховая езда | Комбайн | Комбайн | Комбайн | Всего     | Всего |
| Соревнование      | Спортсмены    | Побед      | Очки       | Место      | Время    | Очки     | Место    | Штраф         | Очки          | Место         | Время   | Очки    | Место   | Результат | Место |
| ----------------- | ------------- | ---------- | ---------- | ---------- | -------- | -------- | -------- | ------------- | ------------- | ------------- | ------- | ------- | ------- | --------- | ----- |
| личное первенство | Ирина Хохлова |            |            |            |          |          |          |               |               |               |         |         |         |           |       |

### Стрельба
В январе 2013 года Международная федерация спортивной стрельбы приняла новые правила проведения соревнований на 2013—2016 года, которые, в частности, изменили порядок проведения финалов. Во многих дисциплинах спортсмены, прошедшие в финал, теперь начинают решающий раунд без очков, набранных в квалификации, а финал проходит по системе с выбыванием. Также в финалах после каждого раунда стрельбы из дальнейшей борьбы выбывает спортсмен с наименьшим количеством баллов. В скоростном пистолете решающие поединки проходят по системе попал-промах. В стендовой стрельбе добавился полуфинальный раунд, где определяются по два участника финального матча и поединка за третье место.
Мужчины
| Соревнование | Спортсмены       | Квалификация | Квалификация | Полуфинал            | Полуфинал            | Финал                | Финал                |
| Соревнование | Спортсмены       | Результат    | Место        | Результат            | Место                | Соперник/ Результат  | Место                |
| ------------ | ---------------- | ------------ | ------------ | -------------------- | -------------------- | -------------------- | -------------------- |
| трап         | Фернандо Борелло | 105          | 31           | завершил выступление | завершил выступление | завершил выступление | завершил выступление |
| скит         | Федерико Хиль    |              |              |                      |                      |                      |                      |

Женщины
| Соревнование                          | Спортсмены     | Квалификация | Квалификация | Полуфинал     | Полуфинал     | Финал                 | Финал                 |
| Соревнование                          | Спортсмены     | Результат    | Место        | Результат     | Место         | Соперник/ Результат   | Место                 |
| ------------------------------------- | -------------- | ------------ | ------------ | ------------- | ------------- | --------------------- | --------------------- |
| пневматическая винтовка, 10 метров    | Фернанда Руссо | 414,4        | 20           | не проводится | не проводится | завершила выступление | завершила выступление |
| пневматическая винтовка, 10 метров    | Амелия Фурнель | 407,9        | 41           | не проводится | не проводится | завершила выступление | завершила выступление |
| винтовка из трёх положений, 50 метров | Амелия Фурнель |              |              | не проводится | не проводится |                       |                       |
| скит                                  | Мелиса Хиль    |              |              |               |               |                       |                       |

### Теннис
Соревнования пройдут на кортах олимпийского теннисного центра. Теннисные матчи будут проходить на кортах с твёрдым покрытием DecoTurf, на которых также проходит и Открытый чемпионат США.
Мужчины
| Соревнование     | Спортсмены                              | 1/32 финала                            | 1/16 финала                            | 1/8 финала                                  | Четвертьфинал         | Полуфинал             | Финал                 | Место                 |
| Соревнование     | Спортсмены                              | Соперник Результат                     | Соперник Результат                     | Соперник Результат                          | Соперник Результат    | Соперник Результат    | Соперник Результат    | Место                 |
| ---------------- | --------------------------------------- | -------------------------------------- | -------------------------------------- | ------------------------------------------- | --------------------- | --------------------- | --------------------- | --------------------- |
| одиночный разряд | Хуан Мартин дель Потро                  | SRBН. Джокович (1) В 7:64, 7:62        | PORЖ. Соуза В 6:3, 1:6, 6:3            | JPNТ. Даниэль :                             |                       |                       |                       |                       |
| одиночный разряд | Хуан Монако                             | BIHМ. Башич В 6:2, 6:2                 | GBRЭ. Маррей (2) П 3:6, 1:6            | завершил выступление                        | завершил выступление  | завершил выступление  | завершил выступление  | завершил выступление  |
| одиночный разряд | Федерико Дельбонис                      | ESPР. Надаль (3) П 2:6, 1:6            | завершил выступление                   | завершил выступление                        | завершил выступление  | завершил выступление  | завершил выступление  | завершил выступление  |
| одиночный разряд | Гидо Пелья                              | GERФ. Кольшрайбер (13) П 6:4, 1:6, 2:6 | завершил выступление                   | завершил выступление                        | завершил выступление  | завершил выступление  | завершил выступление  | завершил выступление  |
| парный разряд    | Максимо Гонсалес Хуан Мартин дель Потро | не проводится                          | AUSК. Гуччоне / Д.У. Пирс В 6:4, 7:5   | ESPМ. Лопес / Р. Надаль (6) П 3:6, 7:5, 2:6 | завершили выступление | завершили выступление | завершили выступление | завершили выступление |
| парный разряд    | Гильермо Дуран Федерико Дельбонис       | не проводится                          | ROUХ. Текэу / Ф. Мерджа (5) П 3:6, 2:6 | завершили выступление                       | завершили выступление | завершили выступление | завершили выступление | завершили выступление |

### Триатлон
Соревнования по триатлону пройдут на территории форта Копакабана. Дистанция состоит из 3-х этапов — плавание (1,5 км), велоспорт (43 км), бег (10 км).
Мужчины
| Соревнование              | Спортсмены            | Плавание | Смена | Велоспорт | Смена | Бег | Итоговое время | Место | Отставание |
| ------------------------- | --------------------- | -------- | ----- | --------- | ----- | --- | -------------- | ----- | ---------- |
| индивидуальное первенство | Гонсало Рауль Тельеча |          |       |           |       |     |                |       |            |
| индивидуальное первенство | Лучано Такконе        |          |       |           |       |     |                |       |            |

### Тяжёлая атлетика
Каждый НОК самостоятельно выбирает категорию в которой выступит её тяжелоатлет. В рамках соревнований проводятся два упражнения - рывок и толчок. В каждом из упражнений спортсмену даётся 3 попытки. Победитель определяется по сумме двух упражнений. При равенстве результатов победа присуждается спортсмену, с меньшим собственным весом.
Женщины
| Категория | Спортсмены     | Вес   | Рывок | Рывок | Рывок | Толчок | Толчок | Толчок | Всего | Место |
| Категория | Спортсмены     | Вес   | 1     | 2     | 3     | 1      | 2      | 3      | Всего | Место |
| --------- | -------------- | ----- | ----- | ----- | ----- | ------ | ------ | ------ | ----- | ----- |
| до 63 кг  | Хоана Паласиос | 62,95 | 80    | 83    | 86    | 101    | 102    | 107    | 190   | 11    |

### Фехтование
В индивидуальных соревнованиях спортсмены сражаются три раунда по три минуты, либо до того момента, как один из спортсменов нанесёт 15 уколов. В командных соревнованиях поединок идёт 9 раундов по 3 минуты каждый, либо до 45 уколов. Если по окончании времени в поединке зафиксирован ничейный результат, то назначается дополнительная минута до «золотого» укола.
Женщины
| Соревнование         | Спортсмены             | 1/32 финала        | 1/16 финала             | 1/8 финала            | Четвертьфинал         | Полуфинал             | Финал                 | Место |
| Соревнование         | Спортсмены             | Соперник Результат | Соперник Результат      | Соперник Результат    | Соперник Результат    | Соперник Результат    | Соперник Результат    | Место |
| -------------------- | ---------------------- | ------------------ | ----------------------- | --------------------- | --------------------- | --------------------- | --------------------- | ----- |
| индивидуальная сабля | Мария Белен Перес (24) | не участвовала     | FRAС. Бердер (9) П 6:15 | завершила выступление | завершила выступление | завершила выступление | завершила выступление | 25    |

### Футбол

#### Мужчины
Олимпийская сборная Аргентины квалифицировалась на Игры, завоевав золотые медали на молодёжном чемпионате Южной Америки 2015 года. В мужском олимпийском турнире примут участие сборные, составленные из игроков не старше 23 лет (родившиеся после 1 января 1993 года). Также в заявку могут войти не более 3-х футболистов старше этого возраста.
Состав
| №              | Имя                | Клуб               | Дата рождения    | Возраст | Игр     | Голов   |
| Вратари        | Вратари            | Вратари            | Вратари          | Вратари | Вратари | Вратари |
| -------------- | ------------------ | ------------------ | ---------------- | ------- | ------- | ------- |
| 1              | Херонимо Рульи*    | Реал Сосьедад      | 20 мая 1992      | 24      | 3       | -4      |
| 12             | Аксель Вернер      | Атлетико Рафаэла   | 28 февраля 1996  | 20      | 0       | 0       |
| Защитники      |                    |                    |                  |         |         |         |
| 2              | Лаутаро Джанетти   | Велес Сарсфилд     | 13 ноября 1993   | 22      | 3       | 0       |
| 3              | Алексис Сото       | Банфилд            | 20 октября 1993  | 22      | 3       | 0       |
| 4              | Хосе Луис Гомес    | Ланус              | 13 сентября 1993 | 22      | 3       | 0       |
| 6              | Виктор Куэста* (к) | Индепендьенте      | 19 ноября 1988   | 27      | 2       | 0       |
| 15             | Лисандро Магальян  | Бока Хуниорс       | 27 сентября 1993 | 22      | 1       | 0       |
| 16             | Леандро Вега       | Ривер Плейт        | 27 мая 1996      | 20      | 1       | 0       |
| Полузащитники  |                    |                    |                  |         |         |         |
| 5              | Лукас Ромеро       | Крузейро           | 18 мая 1994      | 22      | 1       | 0       |
| 7              | Кристиан Павон     | Бока Хуниорс       | 21 января 1996   | 20      | 3       | 0       |
| 8              | Сантьяго Аскасибар | Эстудиантес        | 25 февраля 1997  | 19      | 3       | 0       |
| 13             | Хоакин Арсура      | Ривер Плейт        | 18 мая 1993      | 23      | 0       | 0       |
| 14             | Джованни Ло Чельсо | Росарио Сентраль   | 9 апреля 1996    | 20      | 3       | 0       |
| 17             | Маурисио Мартинес  | Росарио Сентраль   | 20 февраля 1993  | 23      | 3       | 1       |
| Нападающие     |                    |                    |                  |         |         |         |
| 9              | Джонатан Кальери   | Сан-Паулу          | 23 сентября 1993 | 22      | 3       | 1       |
| 10             | Анхель Корреа      | Атлетико Мадрид    | 9 марта 1995     | 21      | 3       | 1       |
| 11             | Джованни Симеоне   | Банфилд            | 5 июля 1995      | 21      | 3       | 0       |
| 18             | Кристиан Эспиноса  | Уракан             | 3 апреля 1995    | 21      | 3       | 0       |
| Главный тренер |                    |                    |                  |         |         |         |
| Флаг Аргентины | Хулио Олартикоэчеа | Хулио Олартикоэчеа | 18 октября 1958  | 57      |         |         |

Результаты
Групповой этап (Группа D)
| М | Команда    | И | В | Н | П | Мячи  | ±  | О |
| - | ---------- | - | - | - | - | ----- | -- | - |
| 1 | Португалия | 3 | 2 | 1 | 0 | 5 − 2 | +3 | 7 |
| 2 | Гондурас   | 3 | 1 | 1 | 1 | 5 − 5 | 0  | 4 |
| 3 | Аргентина  | 3 | 1 | 1 | 1 | 3 − 4 | −1 | 4 |
| 4 | Алжир      | 3 | 0 | 1 | 2 | 4 − 6 | −2 | 1 |

| 4 августа 2016 18:00 UTC-3 | \| Португалия \| 2:0 (0:0) Отчёт \| Аргентина \| \| Пасиенсия 66′ · Пите 84′ \| Голы \| \| | Стадион: Олимпийский стадион, Рио-де-Жанейро Зрителей: 37 407 Судья: Вальтер Лопес |
| Португалия                 | 2:0 (0:0) Отчёт                                                                            | Аргентина                                                                          |
| Пасиенсия 66′ · Пите 84′   | Голы                                                                                       |                                                                                    |

| 7 августа 2016 18:00 UTC-3 | \| Аргентина \| 2:1 (0:0) Отчёт \| Алжир \| \| Корреа 47′ · Кальери 70′ \| Голы \| Бендебка 64′ \| | Стадион: Олимпийский стадион, Рио-де-Жанейро Зрителей: 37 450 Судья: Джюнейт Чакыр |
| Аргентина                  | 2:1 (0:0) Отчёт                                                                                    | Алжир                                                                              |
| Корреа 47′ · Кальери 70′   | Голы                                                                                               | Бендебка 64′                                                                       |

| 10 августа 2016 13:00 UTC-3 | \| Аргентина \| 1:1 (0:0) Отчёт \| Гондурас \| \| Мартинес 90+3′ \| Голы \| Лосано 75′ (пен.) \| | Стадион: Национальный стадион, Бразилиа Зрителей: 16 029 Судья: Антонио Матео Лаос |
| Аргентина                   | 1:1 (0:0) Отчёт                                                                                  | Гондурас                                                                           |
| Мартинес 90+3′              | Голы                                                                                             | Лосано 75′ (пен.)                                                                  |

Итог: по результатам соревнований олимпийская сборная Арегентины по футболу заняла 11-е место.

### Хоккей на траве

#### Мужчины
Мужская сборная Аргентины квалифицировалась на Игры, завоевав золотые медали на Панамериканских играх 2015 года.
Состав
| Номер         | Имя     | Дата рождения | Рост, см | Вес, кг | Клуб    | Игры    | Голы    |
| Вратари       | Вратари | Вратари       | Вратари  | Вратари | Вратари | Вратари | Вратари |
| ------------- | ------- | ------------- | -------- | ------- | ------- | ------- | ------- |
|               |         |               |          |         |         |         |         |
| Защитники     |         |               |          |         |         |         |         |
|               |         |               |          |         |         |         |         |
| Полузащитники |         |               |          |         |         |         |         |
|               |         |               |          |         |         |         |         |
| Нападающие    |         |               |          |         |         |         |         |
|               |         |               |          |         |         |         |         |

| Имя           | Гражданство | Дата рождения   |
| ------------- | ----------- | --------------- |
| Карлос Ретеги | Аргентина   | 19 декабря 1969 |

Результаты
Групповой этап (Группа B)
| Место | Команда    | И | В | Н | П | ГЗ | ГП | +/- | Очки |
| ----- | ---------- | - | - | - | - | -- | -- | --- | ---- |
| 1     | Германия   | 5 | 4 | 1 | 0 | 17 | 10 | +7  | 13   |
| 2     | Нидерланды | 5 | 3 | 1 | 1 | 18 | 6  | +12 | 10   |
| 3     | Аргентина  | 5 | 2 | 2 | 1 | 14 | 12 | +2  | 8    |
| 4     | Индия      | 5 | 2 | 1 | 2 | 9  | 9  | +0  | 7    |
| 5     | Ирландия   | 5 | 1 | 0 | 4 | 10 | 16 | -6  | 3    |
| 6     | Канада     | 5 | 0 | 1 | 4 | 7  | 22 | -15 | 1    |

| 6 августа 2016 10:00 UTC-3               | \| Аргентина \| 3:3 (0:0, 1:1, 0:2, 2:0) Протокол \| Нидерланды \| \| Лукас Вила 29', 49' · Матиас Паредес 54' \| Голы \| Йерун Херцбергер 19' · Минк ван дер Верден 36' · Сев ван Асс 43' \| | Олимпийский хоккейный центр, Рио-де-Жанейро Судьи: Мартин Мэдден Адам Кирнс |
| Аргентина                                | 3:3 (0:0, 1:1, 0:2, 2:0) Протокол | Нидерланды                                                                  |
| Лукас Вила 29', 49' · Матиас Паредес 54' | Голы | Йерун Херцбергер 19' · Минк ван дер Верден 36' · Сев ван Асс 43'            |

| 8 августа 2016 12:30 UTC-3 | \| Канада \| 1:3 (0:1, 0:0, 0:0, 1:2) Протокол \| Аргентина \| \| Скотт Таппер 55' \| Голы \| Матиас Паредес 13' · Гонсало Пейльят 46', 51' \| | Олимпийский хоккейный центр, Рио-де-Жанейро Судьи: Адам Кирнс Саймон Тейлор |
| Канада                     | 1:3 (0:1, 0:0, 0:0, 1:2) Протокол | Аргентина                                                                   |
| Скотт Таппер 55'           | Голы | Матиас Паредес 13' · Гонсало Пейльят 46', 51'                               |

| 9 августа 2016 11:00 UTC-3 | \| Аргентина \| 1:2 (0:1, 0:0, 0:1, 1:0) Протокол \| Индия \| \| Гонсало Пейльят 49' \| Голы \| Чингленсана Кангуджам 8' · Котхаджит Кхадангбам 35' \| | Олимпийский хоккейный центр, Рио-де-Жанейро Судьи: Франсиско Васкес Саймон Тейлор |
| Аргентина                  | 1:2 (0:1, 0:0, 0:1, 1:0) Протокол | Индия                                                                             |
| Гонсало Пейльят 49'        | Голы | Чингленсана Кангуджам 8' · Котхаджит Кхадангбам 35'                               |

| 11 августа 2016 12:30 UTC-3 | \| Аргентина \| \| Германия \| | Олимпийский хоккейный центр, Рио-де-Жанейро |
| Аргентина                   |                                | Германия                                    |

| 12 августа 2016 19:30 UTC-3 | \| Ирландия \| \| Аргентина \| | Олимпийский хоккейный центр, Рио-де-Жанейро |
| Ирландия                    |                                | Аргентина                                   |

#### Женщины
Женская сборная Аргентины квалифицировалась на Игры по итогам полуфинала Мировой лиги 2014/15.
Состав
| Номер         | Имя     | Дата рождения | Рост, см | Вес, кг | Клуб    | Игры    | Голы    |
| Вратари       | Вратари | Вратари       | Вратари  | Вратари | Вратари | Вратари | Вратари |
| ------------- | ------- | ------------- | -------- | ------- | ------- | ------- | ------- |
|               |         |               |          |         |         |         |         |
| Защитники     |         |               |          |         |         |         |         |
|               |         |               |          |         |         |         |         |
| Полузащитники |         |               |          |         |         |         |         |
|               |         |               |          |         |         |         |         |
| Нападающие    |         |               |          |         |         |         |         |
|               |         |               |          |         |         |         |         |

| Имя              | Гражданство | Дата рождения |
| ---------------- | ----------- | ------------- |
| Габриэль Минадео | Аргентина   | 27 июля 1967  |

Результат
Групповой этап (Группа B)
| Место | Команда        | И | В | Н | П | ГЗ | ГП | +/- | Очки |
| ----- | -------------- | - | - | - | - | -- | -- | --- | ---- |
| 1     | Великобритания | 5 | 5 | 0 | 0 | 12 | 4  | +8  | 15   |
| 2     | США            | 5 | 4 | 0 | 1 | 14 | 5  | +9  | 12   |
| 3     | Австралия      | 5 | 3 | 0 | 2 | 11 | 5  | +6  | 9    |
| 4     | Аргентина      | 5 | 2 | 0 | 3 | 12 | 6  | +6  | 6    |
| 5     | Япония         | 5 | 0 | 1 | 4 | 3  | 16 | -13 | 1    |
| 6     | Индия          | 5 | 0 | 1 | 4 | 3  | 19 | -16 | 1    |

| 6 августа 2016 17:00 UTC-3 | \| Аргентина \| 1:2 (0:0, 0:0, 0:1, 1:1) \| США \| \| Дельфино Мерино 57' \| Голы \| Кейти Рейнпрехт 35' · Мишель Касолд 50' \| | Олимпийский хоккейный центр, Рио-де-Жанейро Судьи: Мишель Жубер, Михелле Майстер |
| Аргентина                  | 1:2 (0:0, 0:0, 0:1, 1:1) | США                                                                              |
| Дельфино Мерино 57'        | Голы | Кейти Рейнпрехт 35' · Мишель Касолд 50'                                          |

| 8 августа 2016 20:30 UTC-3                                          | \| Аргентина \| 4:0 (1:0, 1:0, 0:0, 2:0) Протокол \| Япония \| \| Ноэль Баррьонуэво 13', 18' · Карла Ребекки 48' · Мария Гранатто 50' \| Голы \| \| | Олимпийский хоккейный центр, Рио-де-Жанейро Судьи: Мелисса Тривик Лорен Дельфорж |
| Аргентина                                                           | 4:0 (1:0, 1:0, 0:0, 2:0) Протокол | Япония                                                                           |
| Ноэль Баррьонуэво 13', 18' · Карла Ребекки 48' · Мария Гранатто 50' | Голы |                                                                                  |

| 10 августа 2016 13:30 UTC-3                   | \| Великобритания \| 3:2 (0:0, 2:0, 1:2, 0:0) Протокол \| Аргентина \| \| Хелен Ричардсон-Уолш 23', 25' · Софи Брэй 38' \| Голы \| Флоренсия Абиф 41', 42' \| | Олимпийский хоккейный центр, Рио-де-Жанейро Судьи: Михелле Майстер Мяо Линь |
| Великобритания                                | 3:2 (0:0, 2:0, 1:2, 0:0) Протокол | Аргентина                                                                   |
| Хелен Ричардсон-Уолш 23', 25' · Софи Брэй 38' | Голы | Флоренсия Абиф 41', 42'                                                     |

| 11 августа 2016 18:00 UTC-3 | \| Австралия \| \| Аргентина \| | Олимпийский хоккейный центр, Рио-де-Жанейро |
| Австралия                   |                                 | Аргентина                                   |

| 13 августа 2016 10:00 UTC-3 | \| Аргентина \| \| Индия \| | Олимпийский хоккейный центр, Рио-де-Жанейро |
| Аргентина                   |                             | Индия                                       |